# Shelton-Nunatakker
Die Shelton-Nunatakker sind zwei isolierte Nunatakker an der Orville-Küste des westantarktischen Ellsworthlands. Sie ragen 16 km südöstlich der Thomas Mountains auf.
Der United States Geological Survey kartierte sie anhand eigener Vermessungen und Luftaufnahmen der United States Navy aus den Jahren von 1961 bis 1967. Das Advisory Committee on Antarctic Names benannte sie im Jahr 1968 nach Willard Smith Shelton (1930–2007), Elektriker auf der Eights-Station im Jahr 1964.